# (I've Had) The Time of My Life
(I've Had) The Time of My Life est une chanson chantée par Bill Medley et Jennifer Warnes en 1987.
Elle a été écrite par Franke Previte, Donald Markowitz et John DeNicola.
Elle fait partie de la bande sonore originale du film Dirty Dancing.
En 2010, le groupe de hip-hop américain The Black Eyed Peas reprend la chanson (I've Had) The Time of My Life sous le nom de The Time (Dirty Bit), paru dans l'album The Beginning sorti aussi en 2010.

## Classements et certifications

### Classements hebdomadaires
| Classement (1987–1988)                 | Meilleure position |
| -------------------------------------- | ------------------ |
| Afrique du Sud (Springbok Radio)       | 1                  |
| Allemagne (Media Control AG)           | 5                  |
| Australie (Kent Music Report)          | 1                  |
| Autriche (Ö3 Austria Top 40)           | 3                  |
| Belgique (Flandre Ultratop 50 Singles) | 1                  |
| Belgique (Flandre VRT Top 30)          | 1                  |
| Canada (100 Singles)                   | 1                  |
| Canada (Adult Contemporary)            | 3                  |
| Espagne (AFYVE)                        | 5                  |
| États-Unis (Adult Contemporary)        | 1                  |
| États-Unis (Billboard Hot 100)         | 1                  |
| États-Unis (Cash Box)                  | 1                  |
| France (SNEP)                          | 15                 |
| Irlande (IRMA)                         | 5                  |
| Nouvelle-Zélande (RMNZ)                | 3                  |
| Pays-Bas (Nederlandse Top 40)          | 1                  |
| Pays-Bas (Single Top 100)              | 1                  |
| Pologne (Classements Singles)          | 34                 |
| Royaume-Uni (UK Singles Chart)         | 6                  |
| Suède (Sverigetopplistan)              | 12                 |
| Suisse (Schweizer Hitparade)           | 5                  |

| Classement (1991–1992)         | Meilleure position |
| ------------------------------ | ------------------ |
| France (SNEP)                  | 5                  |
| Irlande (IRMA)                 | 17                 |
| Pays-Bas (Single Top 100)      | 46                 |
| Royaume-Uni (UK Singles Chart) | 8                  |

| Classement (1993) | Meilleure position |
| ----------------- | ------------------ |
| France (SNEP)     | 48                 |

| Classement (2009)                         | Meilleure position |
| ----------------------------------------- | ------------------ |
| Belgique (Flandre Back Catalogue Singles) | 4                  |
| Suède (Sverigetopplistan)                 | 50                 |
| Suisse (Schweizer Hitparade)              | 76                 |

| Classement (2012) | Meilleure position |
| ----------------- | ------------------ |
| France (SNEP)     | 170                |

| Classement (1987)              | Position |
| ------------------------------ | -------- |
| Canada (Top 100 Singles)       | 32       |
| États-Unis (Billboard Hot 100) | 27       |

| Classement (1988)                | Position |
| -------------------------------- | -------- |
| Afrique du Sud (Springbok Radio) | 2        |
| Australie (ARIA)                 | 1        |
| Autriche (Ö3 Austria Top 40)     | 28       |
| Belgique (Flandre Ultratop 50)   | 1        |
| Pays-Bas (Nederlandse Top 40)    | 1        |
| Pays-Bas (Single Top 100)        | 2        |

| Pays              | Certification | Ventes certifiées |
| ----------------- | ------------- | ----------------- |
| Australie (ARIA)  | Or            | 35 000            |
| Canada (CRIA)     | Or            | 5 000             |
| États-Unis (RIAA) | Or            | 500 000           |
| Royaume-Uni (BPI) | Argent        | 200 000           |